# 仙石政固
仙石 政固（せんごく まさかた）は、但馬国出石藩第8代（最後）の藩主（知藩事）。出石藩仙石家11代。

## 生涯
天保14年（1843年）12月15日、第5代藩主・仙石久道の六男土岐政賢の長男として出石で生まれる（生母不明）。父の政賢は、異母兄で第6代藩主の仙石政美が嗣子無く死去して仙石騒動が起こったとき、本来なら跡を継ぐ資格を持っていたが、病弱なために異母弟の仙石久利が家督を継いで第7代藩主となった。しかし久利にも嗣子が無かったため、甥の政固が早くから久利の世子として指名されていた。
幕末期には久利と協力して藩政を行ない、仙石騒動後に藩政を牛耳っていた堀新九郎を文久2年（1862年）12月には切腹に追い込んでいる。慶応元年（1865年）5月15日に久利の養嗣子となり、明治元年（1868年）4月には学校権判事に任じられた。明治3年（1870年）1月28日に久利が隠居したため、家督を継いで知藩事となる。大参事に荒木誠（頼母）、権大参事に金沢誠、堀田反爾、麻見義修が就任。
明治4年（1871年）7月14日、廃藩置県により知藩事を免官された。明治8年（1875年）4月12日、明治天皇の侍従となる。明治12年（1879年）9月13日、侍従を退任。明治17年（1884年）7月8日、子爵となる。後に従二位まで昇り、明治23年（1890年）7月10日、貴族院議員に選出され死去するまで在任した。
大正6年（1917年）10月25日に死去した。享年75。

## 栄典
位階
- 1886年（明治19年）12月25日 - 正五位[3]
- 1902年（明治35年）6月20日 - 従三位[4]

勲章
- 1906年（明治39年）4月1日 - 勲四等旭日小綬章[5]
- 1914年（大正3年）6月18日 - 勲三等瑞宝章[6]

## 系譜
- 父：土岐政賢
- 母：安子
- 養父：仙石久利（1820年 - 1897年）
- 正室：峯子 - 木下俊敦の娘
- 生母不明の子女
  - 長男：仙石政敬（1872年 - 1935年） - 子に仙石久英、九条日浄など。
  - 男子：諏訪忠久（1885年 - 1922年、旧名仙石政恒） - 芝東照宮社司の子爵諏訪忠元の娘婿。忠元は溝口直溥の子で諏訪忠誠の娘婿。[7]